# Georg Gsell

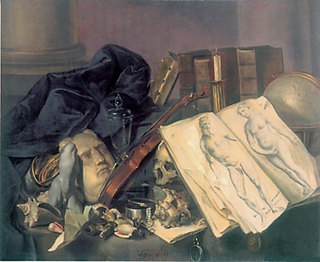
Naturaleza muerta.

Georg Gsell (ru: Георг Гзель); (28 de enero de 1673, San Galo – 22 de noviembre de 1740, San Petersburgo) fue un pintor barroco suizo, consultor y comerciante de obras de arte. Fue reclutado por Pedro I de Rusia en 1716 y se trasladó a Rusia. Fue el primer conservador de la galería de arte imperial fundada en 1720.
Era el padre de Katharina Gsell y de Salome Abigail Gsell, primera y segunda esposas del célebre matemático suizo Leonhard Euler.  

## Biografía
Gsell nació en St. Gallen, donde se casó con su primera esposa en 1697, Marie Gertrud von Loen, originaria de Fránkfurt. Se mudaron a Ámsterdam en 1704, donde su quinta hija Katharina nació en 1707. Su esposa murió, y Gsell se volvió a casar con Anna Horstmans, pero se divorció en 1715, cuando se casó por tercera vez con Dorothea Maria Graff, hija de Maria Sibylla Merian. La pareja fue contratada por Pedro el Grande en 1716 y se trasladaron a Rusia, donde se convirtió en el primer conservador de la galería de arte imperial fundada en 1720. Su esposa, Dorothea Maria, se convirtió en comisaria de la Kunstkamera. 
Su hija Katharina Gsell (1707–1773) se casó con el matemático Leonhard Euler en 1733. Su última hija, Salome Abigail Gsell (1723-1794), hija también de Dorothea y hermanastra de Katharina, se convirtió en la segunda esposa de Euler, desde 1776 hasta la muerte del matemático en 1783.
Gsell murió a los 67 años de edad en San Petersburgo y su esposa lo sobrevivió por tres años. Es conocido por su catálogo de la Kunstkamera en forma manuscrita, que recientemente ha sido redescubierto.

## Familia
- Casado con Dorothea Maria Graff, también artista, hija de la famosa ilustradora científica Maria Sibylla Merian.
- Padre de Katharina Gsell, casada con el célebre matemático Leonhard Euler en 1733.

## Literatura
- Otto Gsell: Georg Gsell (1673-1749), Hofmaler Peters des Grossen (pintor de cámara de Pedro el Grande).